# Hohlvolumengeschwindigkeit
Die Hohlvolumengeschwindigkeit ist ein Geschwindigkeitsmaß für Gegenstände, das durch deren Größe und Gestalt gegeben ist. Es ermöglicht in der Robotik das sichere Bewegen von Gegenständen in einer ihnen gemäßen Geschwindigkeit.
Die Hohlvolumengeschwindigkeit eines Starrkörpers definiert sich als Betrag der größten Geschwindigkeit, die in seinem Hohlvolumen, also in der Menge seiner Körperpunkte, auftritt.
Transportiert man beispielsweise eine sperrige Leiter durchs Treppenhaus, dann bewegt man sich langsam vorwärts und ist vor allen Dingen bei Schwenkbewegungen vorsichtig. Man hat besonders auf die Enden der Leiter acht, denn diese nehmen stets die höchsten Geschwindigkeiten an und werden am ehesten irgendwo anstoßen. Wird ein Roboter zum Transport eingesetzt, dann muss man zu seiner Ansteuerung die Bezeichnungen „langsam“ und „vorsichtig“ in Zahlen fassen. Hierzu dient die Hohlvolumengeschwindigkeit. Man gibt der Robotersteuerung vor, dass kein Punkt des zu bewegenden Gegenstandes eine vorgegebene Höchstgeschwindigkeit überschreiten darf. Diese Höchstgeschwindigkeit ist damit die Hohlvolumengeschwindigkeit. Am Beispiel des Leitertransports würde eine Begrenzung der Hohlvolumengeschwindigkeit vor allen Dingen die Geschwindigkeit den Leiterenden begrenzen.

## Technische Einordnung
Die Bahnsteuerung der CNC-Maschinen bewegt den im Englischen als TCP (Tool Center Point) bezeichneten spezifischen Punkt eines Werkzeuges auf einer Trajektorie. Bei der Werkstückbearbeitung mit Werkzeugmaschinen ist vor allen Dingen die Geschwindigkeit des TCP von Interesse, denn dort arbeitet das Werkzeug am Werkstück. Die Geschwindigkeit bei CNC-Maschinen ist die Geschwindigkeit eines einzelnen Punktes.
In der Robotik sollen Starrkörper und nicht einzelne Punkte bewegt werden. Dabei kommt deren räumliche Ausdehnung ins Spiel. Die Gefahren bei einem Zusammenstoß mit anderen Starrkörpern sollen durch Geschwindigkeitsvorgaben gebannt bzw. gemindert werden. Dabei genügt die Betrachtung einer einzigen Punktgeschwindigkeit von Starrkörpern nicht mehr. Denn im Hohlvolumen von Starrkörpern können ganz unterschiedliche Geschwindigkeiten auftreten. 

## Bedeutung der Hohlvolumengeschwindigkeit
Bei der Bewegung von Flachglas durch Roboter ist wegen der Bruchgefahr besondere Vorsicht geboten. Hohe lokale Geschwindigkeiten des Flachglases erhöhen die Bruchgefahr bei Berührung mit anderen Körpern. Die Geschwindigkeit eines Sauggreifers, mit dem das Flachglas gehalten wird, ist hier von nachgeordneter Bedeutung, da infolge von Drehbewegungen an den Ecken des Flachglases maximale Geschwindigkeiten auftreten können. Es genügt hier also nicht, bloß die Geschwindigkeit eines TCP zu betrachten. Um die in allen Punkten des Flachglases maximal auftretenden Geschwindigkeiten zu begrenzen, wird man deshalb Trajektorien auf Hohlvolumengeschwindigkeiten gründen. Dem Flachglas selbst wird somit ein Tempo zugeordnet.
Die Hohlvolumengeschwindigkeit ist eine Bahngeschwindigkeit und ist als Tempo der Quotient aus einem Weg und der dafür benötigter Zeit. Der anzusetzenden Weg ist dabei durch einen Bewegungsabstand definiert, der als robot distance metric bezeichnet wird. Bewegt man einen Starrkörper, so entspricht dieser auftretende Bewegungsabstand dem größten Abstand, der in seinen Körperpunkten auftritt.
Die robot distance metric  ordnet jedem Posenpaar bei gegebenem Hohlvolumen einen Abstand zu. Diese Metrik  ist damit auch eine Metrik auf Posen und begründet somit auch ein Geschwindigkeitsmaß für Robotersteuerungen. Die Hohlvolumengeschwindigkeit ist eine Posengeschwindigkeit.
Bezogen auf eine Pose ergibt sich aus einer Posengeschwindigkeit sowohl die Translationsgeschwindigkeit als auch die Winkelgeschwindigkeit. Die Robotersteuerung auf Basis der Posengeschwindigkeit benötigt daher diese beiden getrennten Geschwindigkeitsvorgaben nicht mehr. Dies ermöglicht eine unkompliziertere Robotersteuerung, denn die Geschwindigkeitsführung kennt dann als Geschwindigkeit nur einen einzigen positiven Skalar.

## Abschätzung der Hohlvolumengeschwindigkeit mit konvexen Polyedern
Es erweist sich als vorteilhaft, die Hohlvolumengeschwindigkeit eines Starrkörpers durch die Hohlvolumengeschwindigkeit eines konvexen Polyeders abzuschätzen, das den Starrkörper umschließt. Denn die Hohlvolumengeschwindigkeit des Starrkörpers ist dann kleiner gleich der Hohlvolumengeschwindigkeit dieses Polyeders.
Die Hohlvolumengeschwindigkeit eines konvexen Polyeders ist gleich dem auftretenden maximalen Geschwindigkeitsbetrag seiner Eckpunkte. Sie kann also mit geringem Aufwand aus den Geschwindigkeiten seiner Eckpunkte bestimmt werden.

## Trajektorienerzeugung
Ausgehend von der Hohlvolumengeschwindigkeit von Starrkörpern kann man in naheliegender Weise zu einer Hohlvolumenbeschleunigung auf Starrkörper und einem Hohlvolumenruck auf Starrkörper gelangen, wobei diese Größen nicht negative Skalare, aber keine vektoriellen Größen sind. Mit diesen hier definierten kinematischen Größen lassen sich Trajektorien für Starrkörper entwerfen. Die Robotik definiert Trajektorien als Pfade mit Zeitbezug, wobei Pfade geordnete Mengen von Posen sind. Weist der Pfad – wie in der Handhabungstechnik naheliegend – nur geringfügige Krümmungen auf, dann entsprechen Hohlvolumengeschwindigkeit, Hohlvolumenbeschleunigung und Hohlvolumenruck etwa den Beträgen ihrer vektoriellen Entsprechungen.
Basierend auf diesen drei verallgemeinerten kinematischen Größen kann einem Pfad eines Starrkörpers – einem Geschwindigkeitsprofil folgend – eine Trajektorie zugeordnet werden. Die Festlegung eines Geschwindigkeitsprofils erfolgt im Rahmen einer angepassten Geschwindigkeitsführung und Beschleunigungsführung. Beispielsweise kann unter Vorgabe einer maximalen Hohlvolumengeschwindigkeit und einer abschnittsweise konstanten und begrenzten Hohlvolumenbeschleunigung eine Geschwindigkeitsführung nach Art einer Trapezfunktion vorgegeben werden. Hier hat die grafische Darstellung der Geschwindigkeit über der Zeit die Gestalt eines Trapezes.
Der Erzeugung einer Trajektorie liegt ein vorgegebener Pfad zugrunde. Der Pfad kann durch eine endliche Menge von Posen vorgegeben sein, oder durch eine parametrisierte Posenfunktion. Die Pfadlänge ergibt sich bei einer endlichen Posenmenge als Summe der Längen von interpolierenden Streckenzügen oder als Bogenlänge bei einer parametrisierten Posenfunktion. Hier sind alle Längen durch die robot distance metric definiert.
Die Geschwindigkeits- und Beschleunigungsführung einer Trajektorie kann dann ganz analog wie bei CNC-Maschinen erfolgen. Ausgangspunkt der Aufstellung ist immer der Pfad und seine Pfadlänge. Bei CNC-Steuerungen basiert die Pfadlänge allerdings auf euklidischen Abständen.
Die Vorgabe einer maximalen Hohlvolumengeschwindigkeit dient der sicheren Bewegung von Starrkörpern. Die Begrenzung der Hohlvolumenbeschleunigung soll auftretende Trägheitskräfte begrenzen und die Begrenzung des Hohlvolumenrucks solle Schwingungsanregungen mindern.

## Grenzen der Hohlvolumenkinematik
Die auf das Hohlvolumen von Starrkörpern bezogenen kinematischen Größen eignen sich nicht zum Entwurf von Trajektorien über Pfaden, die einen abrupten Richtungswechsel oder eine Richtungsumkehr aufweisen. Hochdynamische Roboter sind deshalb nicht vorteilhaft auf der Basis einer Hohlvolumengeschwindigkeit anzusteuern, wenn sie rüttelnde Bewegungen ausführen sollen. Hierzu wären vektorielle kinematische Größen heranzuziehen. Im Rahmen der Handhabungstechnik kann aber auf vektorielle Beschreibungen verzichtet werden.

## Kombination mit ergänzenden Dynamikberechnungen
Ein beschleunigter Materialfluss erhöht die Produktivität. Solche Verbesserungen erreicht man mit schnelleren Trajektorien. Dies erhöht aber die dynamische Last des Manipulators. Es werden also Trajektorien kürzester Dauer angestrebt, welche dabei die Lastgrenzen des Manipulators einhalten.
Die genaue Berechnung der dynamischen Lasten auf einer Trajektorie ermöglicht es, Trajektorien zu optimieren. Eine Berechnung der dynamischen Last auf Basis der Hohlvolumenbeschleunigung ist aber nicht möglich.
Die Trägheit eines Starrkörpers lässt sich mit einem Trägheitstensor, seiner Masse sowie den Koordinaten seines Schwerpunktes vollständig beschreiben. Zu diesen Daten ist die Angabe eines Sextupels von Massepunkten gleichwertig. Besetzt man die Eckpunkte passender Oktaeder mit geeigneten Massepunkten, so kann ein Sextupel jede beliebige dynamische Last nachbilden.
Die Modellierung dynamischer Lasten auf der Basis einzelner Punktmassen ist in der Robotik Stand der Technik.
Die Eckpunkte des Oktaeders sind punktsymmetrisch zum Schwerpunkt des Starrkörpers angeordnet, und die Massen in den Eckpunkten betragen jeweils 1/6 der Starrkörpermasse. Jeweils zwei gegenüberliegende Massepunkte definieren mit ihrer Verbindungsgeraden eine Hauptträgheitsachse. Ihr Abstand errechnet sich aus den Hauptträgheitsmomenten.
Dynamische Berechnungen auf der Grundlage von Trägheitstensoren benötigen die Kreiseltheorie und sind daher aufwändig.
Im Gegensatz dazu erlaubt die Verwendung von Sextupeln einfache Berechnungen nach Newton-d′Alembert, d. h. nach Bestimmung der dynamischen Kräfte und Momente führt man mit diesen nur noch statische Berechnungen aus. Dabei werden auf der Trajektorie für jeden Massepunkt des Sextupels aus seiner Beschleunigung und Masse eine Kraft und ein Moment errechnet, Kräfte und Momente des Sextupels werden abschließend saldiert. Basierend auf diesen Summen können dann bei Hexapoden Beinkräfte und Beinleistungen errechnet und mit ihren Grenzwerten verglichen werden.
Eine Mehrzahl von Sextupeln kann dynamisch gleichwertig durch ein einziges Sextupel dargestellt werden.
Diese dynamischen Berechnungen erfordern vektorielle Größen. Der Bezug zur Methode der Hohlvolumengeschwindigkeiten liegt in dem Umstand, dass ergänzende dynamische Berechnungen immer vorteilhaft oder notwendig sind. Außerdem basieren die Berechnungen zur Hohlvolumengeschwindigkeit als auch die Dynamikberechnungen mit Sextupeln in der Robotersteuerung auf analogen Datenstrukturen zur Verwaltung von Polyedern bzw. deren Eckpunkten.

## Berücksichtigung mehrerer vorgegebener maximaler Hohlvolumengeschwindigkeiten
Bei der Geschwindigkeitsführung und Beschleunigungsführung können unterschiedlich vorgegebene maximale Hohlvolumengeschwindigkeiten verschiedener Starrkörper gleichzeitig berücksichtigt werden.
Auch im Arbeitsraum unbewegten Starrkörpern können Hohlvolumengeschwindigkeiten zugeschrieben werden, wobei sich deren relative, virtuelle Geschwindigkeiten auf das Tool-Koordinatensystem des Manipulators bezieht. Bei dieser Betrachtungsweise bewegt sich nicht das Tool-Koordinatensystem in einem ruhenden Arbeitsraum, sondern der Arbeitsraum bewegt sich scheinbar, während das Tool-Koordinatensystem als ruhend gesetzt wird.
Mehrere Hohlvolumengeschwindigkeiten und virtuelle Hohlvolumengeschwindigkeiten verschiedener Starrkörper können bei der Trajektorienauslegung zusammengefasst und somit gleichzeitig berücksichtigt werden.